# Tian jiang xiong shi
Tian jiang xiong shi (bra: Batalha dos Impérios) é um filme de ação, aventura e drama de 2015 dirigido por Daniel Lee e produzido e estrelado por Jackie Chan.

## Sinopse
No ano 48 a.C., o general romano Lucius (John Cusack) foge com seu pelotão e o herdeiro do Cônsul Romano, Publius (Jozef Waite), para escapar do imperador Tiberius (Adrien Brody) que deseja tomar o trono e matar Publius. Em um forte na fronteira da Rota da Seda, o grupo conhece o huno Huo An (Jackie Chan) que é responsável por proteger o local. Quando descobre que o imperador está à caminho, Huo An recruta um exército e se une aos romanos em uma épica batalha.

## Elenco
- Jackie Chan como Huo An
- John Cusack como Lucius
- Adrien Brody como Tiberius
- Sharni Vinson como The Queen
- Si-won Choi como Yin Po
- Vanness Wu como Christian
- Max Huang como Shou Xia
- Jozef Waite como Príncipe
- Kevin Lee como Roman Solider